# Tryskål
Tryskål (Lachnum barbatum) är en svampart som först beskrevs av Kunze, och fick sitt nu gällande namn av Joseph Schröter. Lachnum barbatum ingår i släktet Lachnum och familjen Hyaloscyphaceae.   Inga underarter finns listade i Catalogue of Life.
I den svenska databasen Dyntaxa används istället namnet Lasiobelonium barbatum för samma taxon.  Arten är reproducerande i Sverige.